# Elecciones municipales de 2015 en la provincia de Salamanca
Las elecciones municipales de 2015 en la provincia de Salamanca se celebraron el día 24 de mayo.

## Resultados por número de alcaldes
| Partido        | Alcaldes salientes | Alcaldes electos | Diferencia |
| -------------- | ------------------ | ---------------- | ---------- |
|                | 267                | 254              | 13         |
|                | 81                 | 92               | 11         |
| Independientes | 8                  |                  |            |
| SI -           | 5                  | 6                | 1          |
|                | 1                  | 2                | 1          |

## Alcaldes salientes y alcaldes electos en municipios de más de 2.000 habitantes
| Municipio               | Población | Alcalde saliente                 | Partido | Alcalde electo o reelecto      | Partido |
| ----------------------- | --------- | -------------------------------- | ------- | ------------------------------ | ------- |
| Salamanca               | 155.619   | Alfonso Fernández Mañueco        |         | Alfonso Fernández Mañueco      |         |
| Béjar                   | 15.007    | Alejo Riñones                    |         | Alejo Riñones                  |         |
| Santa Marta de Tormes   | 14.630    | Javier Cascante Roy              |         | David Mingo                    |         |
| Ciudad Rodrigo          | 14.080    | Francisco Javier Iglesias García |         | Juan Tomás Muñoz               |         |
| Villamayor              | 6.941     | Ángel Luis Peralvo Sanchón       |         | Manuel Gago                    |         |
| Peñaranda de Bracamonte | 6.769     | José Antonio Jiménez Barcala     |         | Carmen Ávila                   |         |
| Villares de la Reina    | 6.167     | José Martín Méndez               |         | José Martín Méndez             |         |
| Guijuelo                | 5.971     | Francisco Julián Ramos Manzano   |         | Francisco Julián Ramos Manzano |         |
| Carbajosa de la Sagrada | 5.623     | Pedro Samuel Martín García       |         | Pedro Samuel Martín García     |         |
| Alba de Tormes          | 5.331     | María Concepción Miguélez        |         | Jesús Blázquez Gómez           |         |
| Cabrerizos              | 3.773     | María Lourdes Villoria           |         | María Lourdes Villoria         |         |
| Terradillos             | 3.202     | Jorge Javier García García       |         | Alejandro Álvarez              |         |
| Vitigudino              | 2.750     | Julio Santiago Delgado           |         | Germán Vicente                 |         |
| Castellanos de Moriscos | 2.229     | Agustín Sánchez Curto            |         | Ángel Molina Martínez          |         |

## Resultados en los municipios de más de 2.000 habitantes

### Alba de Tormes
- 13 concejales a elegir
- Alcaldesa saliente: María Concepción Miguélez - PP
- Alcalde electo: Jesús Blázquez Gómez - PSOE

|              |              |       |        |  |  |  |  |  |
| Censo        | Censo        | 4.328 | 100%   |  |  |  |  |  |
| Abstenciones | Abstenciones | 1.067 | 24,65% |  |  |  |  |  |
| Votantes     | Votantes     | 3.261 | 75,35% |  |  |  |  |  |
| Blancos      | Blancos      | 135   | 4,14%  |  |  |  |  |  |
| Nulos        | Nulos        | 76    | 2,43%  |  |  |  |  |  |
| Válidos      | Válidos      | 3.136 | 95,86% |  |  |  |  |  |

### Béjar
- 17 concejales a elegir
- Alcalde saliente: Alejo Riñones - PP
- Alcalde electo: Alejo Riñones - PP

|              |              |        |        |  |  |  |  |  |
| Censo        | Censo        | 11.500 | 100%   |  |  |  |  |  |
| Abstenciones | Abstenciones | 4.073  | 35,42% |  |  |  |  |  |
| Votantes     | Votantes     | 7.427  | 64,58% |  |  |  |  |  |
| Blancos      | Blancos      | 128    | 1,77%  |  |  |  |  |  |
| Nulos        | Nulos        | 200    | 2,69%  |  |  |  |  |  |
| Válidos      | Válidos      | 7.227  | 97,31% |  |  |  |  |  |

aEntre todxs, Béjar.
bCiudadanos por Béjar y Comarca.

### Cabrerizos
- 11 concejales a elegir
- Alcaldesa saliente: María Lourdes Villoria - PP
- Alcaldesa electa: María Lourdes Villoria - PP

|              |              |       |        |  |  |  |  |  |
| Censo        | Censo        | 3.123 | 100%   |  |  |  |  |  |
| Abstenciones | Abstenciones | 905   | 28,98% |  |  |  |  |  |
| Votantes     | Votantes     | 2.218 | 71,02% |  |  |  |  |  |
| Blancos      | Blancos      | 54    | 2,48%  |  |  |  |  |  |
| Nulos        | Nulos        | 44    | 1,98%  |  |  |  |  |  |
| Válidos      | Válidos      | 2.174 | 98,02% |  |  |  |  |  |

### Carbajosa de la Sagrada
- 13 concejales a elegir
- Alcalde saliente: Pedro Samuel Martín García - PP
- Alcalde electo: Pedro Samuel Martín García - PP

|              |              |       |        |  |  |  |  |  |
| Censo        | Censo        | 4.701 | 100%   |  |  |  |  |  |
| Abstenciones | Abstenciones | 1.812 | 38,54% |  |  |  |  |  |
| Votantes     | Votantes     | 2.889 | 61,46% |  |  |  |  |  |
| Blancos      | Blancos      | 64    | 2,28%  |  |  |  |  |  |
| Nulos        | Nulos        | 83    | 2,87%  |  |  |  |  |  |
| Válidos      | Válidos      | 2.806 | 97,13% |  |  |  |  |  |

c Carbajosa Independiente.
d Corporación Carbajosa Libre.

### Castellanos de Moriscos
- 11 concejales a elegir (9 en 2011)
- Alcalde saliente: Bonifacio Ramos García - PP
- Alcalde electo: Ángel Molina Martínez - PP

|              |              |       |        |  |  |  |  |  |
| Censo        | Censo        | 1.703 | 100%   |  |  |  |  |  |
| Abstenciones | Abstenciones | 626   | 36,76% |  |  |  |  |  |
| Votantes     | Votantes     | 1.077 | 63,24% |  |  |  |  |  |
| Blancos      | Blancos      | 18    | 1,70   |  |  |  |  |  |
| Nulos        | Nulos        | 20    | 1,86   |  |  |  |  |  |
| Válidos      | Válidos      | 1.057 | 98,14% |  |  |  |  |  |

### Ciudad Rodrigo
- 17 concejales a elegir
- Alcalde saliente: Francisco Javier Iglesias García - PP
- Alcalde electo: Juan Tomás Muñoz - PSOE

|              |              |        |        |  |  |  |  |  |
| Censo        | Censo        | 11.001 | 100%   |  |  |  |  |  |
| Abstenciones | Abstenciones | 3.651  | 33,19% |  |  |  |  |  |
| Votantes     | Votantes     | 7.350  | 66,81% |  |  |  |  |  |
| Blancos      | Blancos      | 100    | 1,39%  |  |  |  |  |  |
| Nulos        | Nulos        | 138    | 1,88%  |  |  |  |  |  |
| Válidos      | Válidos      | 7.212  | 98,12% |  |  |  |  |  |

ePartido Progresista Industrial Mirogribense.

### Guijuelo
- 13 concejales a elegir
- Alcalde saliente: Francisco Julián Ramos Manzano - PP
- Alcalde electo: Francisco Julián Ramos Manzano - PP

|              |              |       |        |  |  |  |  |  |
| Censo        | Censo        | 4.342 | 100%   |  |  |  |  |  |
| Abstenciones | Abstenciones | 1.438 | 33,12% |  |  |  |  |  |
| Votantes     | Votantes     | 2.904 | 66,88% |  |  |  |  |  |
| Blancos      | Blancos      | 57    | 2,03%  |  |  |  |  |  |
| Nulos        | Nulos        | 99    | 3,41%  |  |  |  |  |  |
| Válidos      | Válidos      | 4.243 | 96,59% |  |  |  |  |  |

### Peñaranda de Bracamonte
- 13 concejales a elegir
- Alcalde saliente: José Antonio Jiménez Barcala - PP
- Alcaldesa electa: Carmen Ávila - PSOE

|              |              |       |        |  |  |  |  |  |
| Censo        | Censo        | 4.387 | 100%   |  |  |  |  |  |
| Abstenciones | Abstenciones | 1.522 | 28,25  |  |  |  |  |  |
| Votantes     | Votantes     | 3.865 | 71,75% |  |  |  |  |  |
| Blancos      | Blancos      | 143   | 3,82   |  |  |  |  |  |
| Nulos        | Nulos        | 117   | 3,03%  |  |  |  |  |  |
| Válidos      | Válidos      | 3.748 | 96,97% |  |  |  |  |  |

### Salamanca
- 27 concejales a elegir
- Alcalde saliente: Alfonso Fernández Mañueco - PP
- Alcalde electo: Alfonso Fernández Mañueco - PP

|              |              |         |        |  |  |  |  |  |
| Censo        | Censo        | 120.311 | 100%   |  |  |  |  |  |
| Abstenciones | Abstenciones | 45.916  | 38,16% |  |  |  |  |  |
| Votantes     | Votantes     | 74.395  | 61,84% |  |  |  |  |  |
| Blancos      | Blancos      | 1.534   | 2,10%  |  |  |  |  |  |
| Nulos        | Nulos        | 1.201   | 1,61%  |  |  |  |  |  |
| Válidos      | Válidos      | 73.294  | 98,39% |  |  |  |  |  |

### Santa Marta de Tormes
- 17 concejales a elegir
- Alcalde saliente: Javier Cascante Roy - PP
- Alcalde electo: David Mingo Pérez - PP

|              |              |        |        |  |  |  |  |  |
| Censo        | Censo        | 11.719 | 100%   |  |  |  |  |  |
| Abstenciones | Abstenciones | 4.508  | 38,47% |  |  |  |  |  |
| Votantes     | Votantes     | 7.211  | 61,53% |  |  |  |  |  |
| Blancos      | Blancos      | 173    | 2,46%  |  |  |  |  |  |
| Nulos        | Nulos        | 165    | 2,29%  |  |  |  |  |  |
| Válidos      | Válidos      | 7.046  | 97,71% |  |  |  |  |  |

### Terradillos
- 11 concejales a elegir
- Alcalde saliente: Jorge Javier García García - PP
- Alcalde electo: Alejandro Álvarez García - IU

|              |              |       |        |  |  |  |  |  |
| Censo        | Censo        | 2.593 | 100%   |  |  |  |  |  |
| Abstenciones | Abstenciones | 1.062 | 42,60% |  |  |  |  |  |
| Votantes     | Votantes     | 1.431 | 57,40% |  |  |  |  |  |
| Blancos      | Blancos      | 38    | 2,72%  |  |  |  |  |  |
| Nulos        | Nulos        | 34    | 2,38%  |  |  |  |  |  |
| Válidos      | Válidos      | 1.397 | 97,28% |  |  |  |  |  |

### Villamayor
- 13 concejales a elegir
- Alcalde saliente: Ángel Luis Peralvo Sanchón - PP
- Alcalde electo: Manuel Gago - PSOE

|              |              |        |        |  |  |  |  |  |
| Censo        | Censo        | 5.180  | 100%   |  |  |  |  |  |
| Abstenciones | Abstenciones | 1.899  | 36,66% |  |  |  |  |  |
| Votantes     | Votantes     | 3.281% | 63,34% |  |  |  |  |  |
| Blancos      | Blancos      | 79     | 2,47%  |  |  |  |  |  |
| Nulos        | Nulos        | 79     | 2,47%  |  |  |  |  |  |
| Válidos      | Válidos      | 3.202  | 97,53% |  |  |  |  |  |

### Villares de la Reina
- 13 concejales a elegir
- Alcalde saliente: José Martín Méndez - PP
- Alcalde electo: José Martín Méndez - PP

|              |              |       |        |  |  |  |  |  |
| Censo        | Censo        | 4.638 | 100%   |  |  |  |  |  |
| Abstenciones | Abstenciones | 1.726 | 37,21% |  |  |  |  |  |
| Votantes     | Votantes     | 2.912 | 62,79% |  |  |  |  |  |
| Blancos      | Blancos      | 97    | 3,42%  |  |  |  |  |  |
| Nulos        | Nulos        | 76    | 2,61%  |  |  |  |  |  |
| Válidos      | Válidos      | 2.836 | 97,39% |  |  |  |  |  |

fPartido Independiente de Villares.

### Vitigudino
- 11 concejales a elegir
- Alcalde saliente: Julio Santiago Delgado - PP
- Alcalde electo: Germán Vicente - PSOE

|              |              |       |        |  |  |  |  |  |
| Censo        | Censo        | 2.296 | 100%   |  |  |  |  |  |
| Abstenciones | Abstenciones | 783   | 34,10% |  |  |  |  |  |
| Votantes     | Votantes     | 1.523 | 65,90% |  |  |  |  |  |
| Blancos      | Blancos      | 60    | 4,10%  |  |  |  |  |  |
| Nulos        | Nulos        | 50    | 3,30%  |  |  |  |  |  |
| Válidos      | Válidos      | 1.473 | 96,70% |  |  |  |  |  |

## Elección de la Diputación Provincial
De acuerdo con el Título V de la Ley Orgánica 5/1985, de 19 de junio, del Régimen Electoral General los diputados provinciales son electos indirectamente por los concejales. Por la población de la provincia, la Diputación de Salamanca está integrada por 25 diputados.
Actúan como circunscripciones electorales para la elección de diputados los Partidos Judiciales existentes en 1979, y a cada Partido Judicial le corresponde elegir el siguiente número de diputados:
| Partido Judicial        | Diputados a elegir (2015) |
| Béjar                   | 3                         |
| Ciudad Rodrigo          | 3                         |
| Peñaranda de Bracamonte | 2                         |
| Salamanca               | 15                        |
| Vitigudino              | 2                         |
| ----------------------- | ------------------------- |

- Composición, a marzo de 2015, de la Diputación electa en 2011

| Grupo | Diputados |
| PP    | 16        |
| PSOE  | 9         |
| ----- | --------- |

### Resultados globales
| Lista             | Votos  | Diputados | Variación |
| PP                | 82.554 | 13        | 3         |
| PSOE              | 55.524 | 9         | =         |
| Ciudadanos        | 18.180 | 2         | 2         |
| Ganemos Salamanca | 9.990  | 1         | 1         |
| ----------------- | ------ | --------- | --------- |

### Resultados por partido judicial
- Béjar

| Lista | Votos | Concejales | Diputados | Variación |
| PP    | 8.344 | 182        | 2         | =         |
| PSOE  | 5.083 | 118        | 1         | =         |
| ----- | ----- | ---------- | --------- | --------- |

- Ciudad Rodrigo

| Lista | Votos | Concejales | Diputados | Variación |
| PP    | 8.107 | 173        | 2         | =         |
| PSOE  | 5.692 | 127        | 1         | =         |
| ----- | ----- | ---------- | --------- | --------- |

- Peñaranda de Bracamonte

| Lista | Votos | Concejales | Diputados | Variación |
| PP    | 5.863 | 126        | 1         | =         |
| PSOE  | 5.964 | 79         | 1         | =         |
| ----- | ----- | ---------- | --------- | --------- |

- Salamanca

| Lista             | Votos  | Concejales | Diputados | Variación |
| PP                | 54.214 | 547        | 7         | 3         |
| PSOE              | 34.523 | 302        | 5         | =         |
| Ciudadanos        | 14.917 | 48         | 2         | 2         |
| Ganemos Salamanca | 9.990  | 4          | 1         | 1         |
| ----------------- | ------ | ---------- | --------- | --------- |

- Vitigudino

| Lista | Votos | Concejales | Diputados | Variación |
| PP    | 6.026 | 195        | 1         | =         |
| PSOE  | 4.262 | 80         | 1         | =         |
| ----- | ----- | ---------- | --------- | --------- |